# NGC 3242
NGC 3242 (také známá jako Jupiterův duch nebo Caldwell 59) je planetární mlhovina v souhvězdí Hydry. Mlhovina má namodralý až nazelenalý odstín a na obloze se nachází 2 stupně jižně od hvězdy μ (42) Hydrae. Má malý rozměr, ale velkou jasnost, proto při malém zvětšení vypadá jako hvězda. Ve větším dalekohledu je možné za dobrých podmínek spatřit i slabou vnější obálku.
1,5 stupně severozápadně od ní se nachází slabá galaxie NGC 3200.
Mlhovinu objevil britský astronom William Herschel 7. února 1785 a zapsal ji do katalogu jako "H IV-27". John Herschel ji v roce 1830 pozoroval z Mysu Dobré naděje v Jižní Africe, označil ji "h 3248" a v roce 1864 ji zapsal do General Catalogue jako "GC 2102". John Dreyer ji pak v roce 1888 zapsal do New General Catalogue jako NGC 3242.
Tato planetární mlhovina se často nazývá Jupiterův duch (anglicky Ghost of Jupiter), kvůli svému úhlovému rozměru podobnému s touto planetou, ale někdy bývá v angličtině nazývána i Eye Nebula. Hlavní část má rozměry 26″ × 16″ a slabší vnější obálka přibližně 40″ × 35″. Kolem mlhoviny se rozpíná mnohem větší slabé halo, které má rozměr zhruba 1250″, tedy 20,8 obloukových minut. Toto halo je vidět na ultrafialovém snímku z vesmírného teleskopu GALEX. Mlhovina má skutečný rozměr zhruba 2 světelné roky a centrální hvězda s označením HD 90255 je bílý trpaslík s magnitudou 12. Vnitřní vrstvy mlhoviny vznikly před asi 1 500 lety.
Oba konce mlhoviny jsou označeny výběžky nadzvukovou rychlostí se šířícího málo ionizovaného plynu (Fast Low-Ionization Emission Regions, zkráceně FLIERS), které bývají v nepravých barvách zbarvovány červeně.

## Galerie obrázků

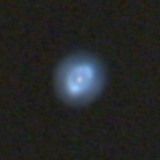
Snímek z 10 palcového (254 mm) Schmidt-Cassegrainova dalekohledu.
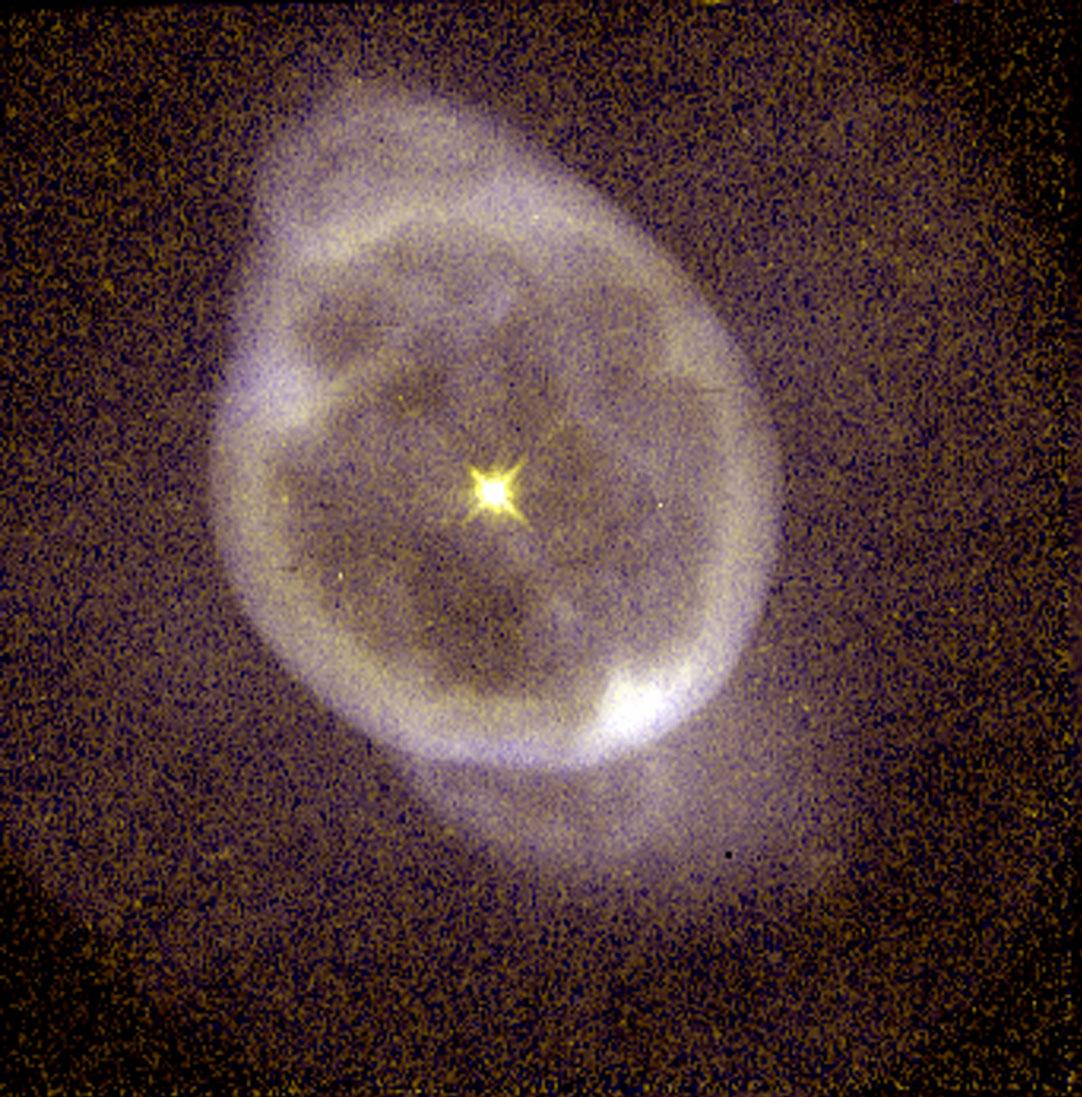
Snímek vnitřní části z Hubbleova vesmírného dalekohledu
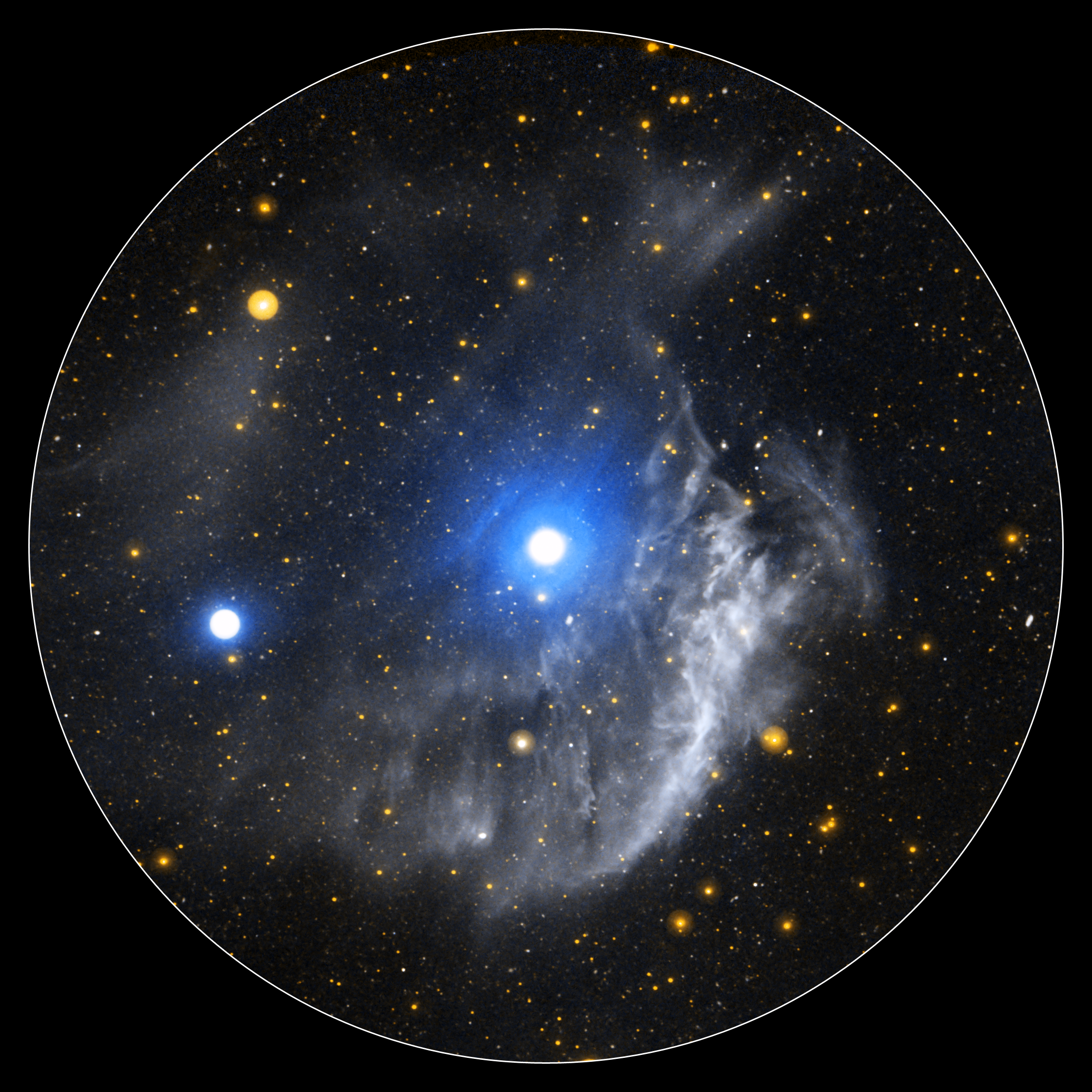
Ultrafialový snímek z vesmírného teleskopu Galaxy Evolution Explorer (NASA).
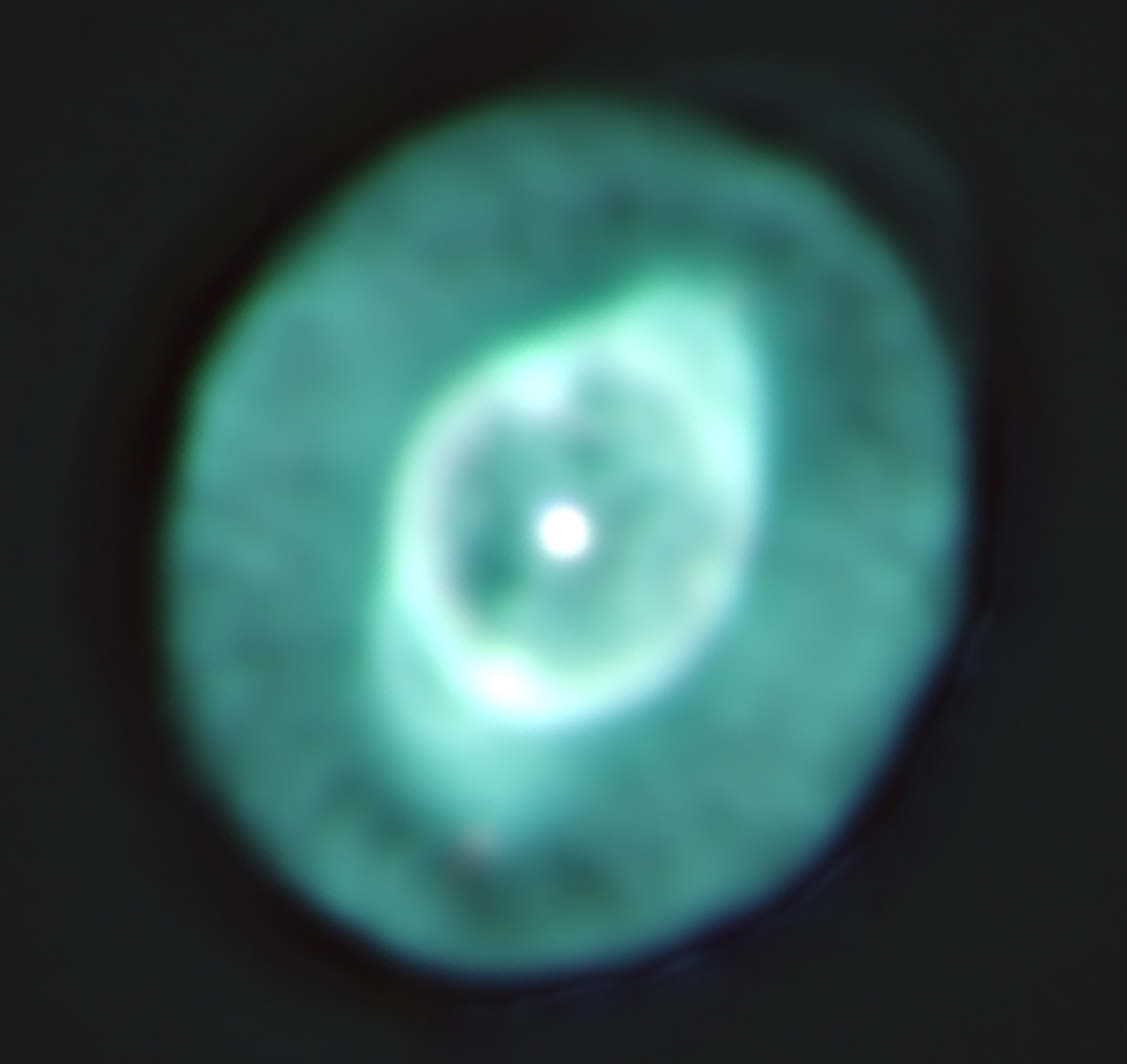
NGC 3242 na snímku ve viditelném spektru ze Schulmanova dalekohledu o průměru 80 cm na hoře Mt. Lemmon v Arizoně.